# EHF Champions League 2008-09 (kvinder)
EHF Champions League 2008–09 for kvinder var den 16. EHF Champions League-turnering for kvinder. Turneringen blev arrangeret af European Handball Federation og havde deltagelse af 32 hold. 20 af holdene spillede først to kvalifikationsrunder, hvorfra fire hold kvalificerede sig til gruppespillet sammen med 12 direkte kvalificerede hold. Gruppespillet bestod af fire grupper med fire hold. De fire vindere og fire toere gik videre til endnu et gruppespil i to grupper med fire hold, hvorfra vinderne og toerne gik videre til semifinalerne.
Turneringen blev vundet af Viborg HK, som i finalen over to kampe besejrede ungarske Győri AUDI ETO KC med 50-49. Det var Viborg HK's anden sejr i EHF Champions League – den første titel blev vundet i sæsonen 2005-06.

## Resultater

### Første kvalifikationsrunde
De otte deltagende hold spillede miniturneringer i to grupper med fire hold. De to gruppevindere og -toere kvalificerede sig til anden kvalifikationsrunde.

#### Gruppe A
| Dato | Kamp                                 | Res.  |
| ---- | ------------------------------------ | ----- |
| 5.9. | SKP Bratislava - HC Sassari          | 30-25 |
| 5.9. | Milli Piyango SK - LC Brühl Handball | 36-19 |
| 6.9. | LC Brühl Handball - SKP Bratislava   | 24-30 |
| 6.9. | HC Sassari - Milli Piyango SK        | 21-34 |
| 7.9. | HC Sassari - LC Brühl Handball       | 25-19 |
| 7.9. | SKP Bratislava - Milli Piyango SK    | 24-32 |

| Hold              | Kampe | Mål     | Point |
| ----------------- | ----- | ------- | ----- |
| Milli Piyango SK  | 3     | 102-640 | 6     |
| SKP Bratislava    | 3     | 84-81   | 4     |
| HC Sassari        | 3     | 71-83   | 2     |
| LC Brühl Handball | 3     | 62-91   | 0     |

#### Gruppe B
| Dato | Kamp                                      | Res.  |
| ---- | ----------------------------------------- | ----- |
| 5.9. | AC Ormi-Loux Patras - HC Naisa-Nis        | 27-21 |
| 5.9. | Madeira Andebol SAD - VOC Amsterdam       | 22-21 |
| 6.9. | VOC Amsterdam - AC Ormi-Loux Patras       | 24-25 |
| 6.9. | HC Naisa-Nis - Madeira Andebol SAD        | 25-21 |
| 7.9. | HC Naisa-Nis - VOC Amsterdam              | 32-26 |
| 7.9. | AC Ormi-Loux Patras - Madeira Andebol SAD | 31-28 |

| Hold                | Kampe | Mål   | Point |
| ------------------- | ----- | ----- | ----- |
| AC Ormi-Loux Patras | 3     | 83-73 | 6     |
| HC Naisa-Nis        | 3     | 78-74 | 4     |
| Madeira Andebol SAD | 3     | 71-77 | 2     |
| VOC Amsterdam       | 3     | 71-79 | 0     |

### Anden kvalifikationsrunde
De fire hold, som gik videre fra første kvalifikationsrunde, spillede sammen med 12 seedede hold om fire pladser i Champions League-gruppespillet. Holdene var inddelt i fire grupper med fire hold, som hver spillede en miniturnering. De fire gruppevindere kvalificerede sig til det egentlige CL-gruppespil.

#### Gruppe 1
| Dato  | Kamp                                     | Res.  |
| ----- | ---------------------------------------- | ----- |
| 3.10. | HC Leipzig - AC Ormi-Loux Patras         | 27-26 |
| 3.10. | SD Itxako - HC Podravka Vegeta           | 27-29 |
| 4.10. | HC Podravka Vegeta - HC Leipzig          | 36-32 |
| 4.10. | AC Ormi-Loux Patras - SD Itxako          | 18-33 |
| 5.10. | HC Podravka Vegeta - AC Ormi-Loux Patras | 43-21 |
| 5.10. | SD Itxako - HC Leipzig                   | 24-28 |

| Hold                | Kampe | Mål     | Point |
| ------------------- | ----- | ------- | ----- |
| HC Podravka Vegeta  | 3     | 108-800 | 6     |
| HC Leipzig          | 3     | 87-86   | 4     |
| SD Itxako           | 3     | 84-75   | 2     |
| AC Ormi-Loux Patras | 3     | 065-103 | 0     |

#### Gruppe 2
| Dato  | Kamp                             | Res.  |
| ----- | -------------------------------- | ----- |
| 3.10. | Byåsen HE - Metz Handball        | 33-32 |
| 3.10. | HC Dinamo - Milli Piyango SK     | 37-31 |
| 4.10. | Milli Piyango SK - Byåsen HE     | 28-31 |
| 4.10. | Metz Handball - HC Dinamo        | 31-30 |
| 5.10. | Metz Handball - Milli Piyango SK | 33-25 |
| 5.10. | Byåsen HE - HC Dinamo            | 27-28 |

| Hold             | Kampe | Mål     | Point |
| ---------------- | ----- | ------- | ----- |
| Metz Handball    | 3     | 96-88   | 4     |
| Byåsen HE        | 3     | 91-88   | 4     |
| HC Dinamo        | 3     | 95-89   | 4     |
| Milli Piyango SK | 3     | 084-101 | 0     |

#### Gruppe 3
| Dato  | Kamp                                          | Res.  |
| ----- | --------------------------------------------- | ----- |
| 3.10. | Ikast-Brande EH - SPR ASSECO BS Lublin        | 44-31 |
| 3.10. | CS Rulmentul-Urban Brasov - SKP Bratislava    | 30-21 |
| 4.10. | SKP Bratislava - Ikast-Brande EH              | 29-38 |
| 4.10. | SPR ASSECO BS Lublin - CS Rulmentul-Urban Br. | 37-42 |
| 5.10. | SPR ASSECO BS Lublin - SKP Bratislava         | 30-30 |
| 5.10. | Ikast-Brande EH - CS Rulmentul-Urban Brasov   | 45-35 |

| Hold                      | Kampe | Mål     | Point |
| ------------------------- | ----- | ------- | ----- |
| Ikast-Brande EH           | 3     | 127-950 | 6     |
| CS Rulmentul-Urban Brasov | 3     | 107-103 | 4     |
| SPR ASSECO BS Lublin      | 3     | 098-116 | 1     |
| SKP Bratislava            | 3     | 80-98   | 1     |

#### Gruppe 4
| Dato  | Kamp                        | Res.  |
| ----- | --------------------------- | ----- |
| 3.10. | Dunaferr NK - HC Motor      | 31-36 |
| 3.10. | FCK Håndbold - HC Naisa-Nis | 33-17 |
| 4.10. | HC Naisa-Nis - Dunaferr NK  | 20-28 |
| 4.10. | HC Motor - FCK Håndbold     | 17-38 |
| 5.10. | HC Motor - HC Naisa-Nis     | 26-29 |
| 5.10. | Dunaferr NK - FCK Håndbold  | 15-22 |

| Hold         | Kampe | Mål   | Point |
| ------------ | ----- | ----- | ----- |
| FCK Håndbold | 3     | 93-49 | 6     |
| Dunaferr NK  | 3     | 74-78 | 2     |
| HC Motor     | 3     | 79-98 | 2     |
| HC Naisa-Nis | 3     | 66-87 | 2     |

### Første gruppespil
De 16 hold var inddelt i fire grupper med fire hold, som spillede en dobbeltturnering (alle hold mødtes indbyrdes både ude og hjemme). De fire gruppevindere og de fire toere gik videre til andet gruppespil, mens de fire treere kvalificerede sig til 1/8-finalerne i Cup Winners' Cup 2008-09.

#### Gruppe A
| Dato   | Kamp                                      | Res.  |
| ------ | ----------------------------------------- | ----- |
| 31.10. | Kometal Gjorce Petrov - Győri AUDI ETO KC | 21-24 |
| 1.11.  | Ikast-Brande EH - Zvezda Zvenigorod       | 31-25 |
| 9.11.  | Zvezda Zvenigorod - Kometal Gjorce Petrov | 30-22 |
| 9.11.  | Győri AUDI ETO KC - Ikast-Brande EH       | 25-27 |
| 15.11. | Ikast-Brande EH - Kometal Gjorce Petrov   | 32-26 |
| 16.11. | Győri AUDI ETO KC - Zvezda Zvenigorod     | 29-23 |
| 2.1.   | Kometal Gjorce Petrov - Zvezda Zvenigorod | 28-22 |
| 3.1.   | Ikast-Brande EH - Győri AUDI ETO KC       | 26-27 |
| 10.1.  | Zvezda Zvenigorod - Ikast-Brande EH       | 28-28 |
| 11.1.  | Győri AUDI ETO KC - Kometal Gjorce Petrov | 35-20 |
| 17.1.  | Zvezda Zvenigorod - Győri AUDI ETO KC     | 28-29 |
| 18.1.  | Kometal Gjorce Petrov - Ikast-Brande EH   | 32-27 |

| Hold                  | Kampe | Mål      | Point |
| --------------------- | ----- | -------- | ----- |
| Győri AUDI ETO KC     | 6     | 169-1450 | 10    |
| Ikast-Brande EH       | 6     | 171-163  | 7     |
| Kometal Gjorce Petrov | 6     | 149-170  | 4     |
| Zvezda Zvenigorod     | 6     | 156-167  | 3     |

#### Gruppe B
| Dato   | Kamp                                         | Res.  |
| ------ | -------------------------------------------- | ----- |
| 1.11.  | Buducnost T-Mobile - Orsan Elda Prestigio    | 28-26 |
| 2.11.  | FCK Håndbold - Hypo Niederösterreich         | 27-28 |
| 7.11.  | Hypo Niederösterreich - Buducnost T-Mobile   | 34-27 |
| 8.11.  | Orsan Elda Prestigio - FCK Håndbold          | 18-26 |
| 15.11. | Orsan Elda Prestigio - Hypo Niederösterreich | 26-31 |
| 16.11. | FCK Håndbold - Buducnost T-Mobile            | 22-22 |
| 3.1.   | Buducnost T-Mobile - Hypo Niederösterreich   | 26-25 |
| 4.1.   | FCK Håndbold - Orsan Elda Prestigio          | 28-19 |
| 9.1.   | Hypo Niederösterreich - FCK Håndbold         | 28-18 |
| 10.1.  | Orsan Elda Prestigio - Buducnost T-Mobile    | 20-26 |
| 16.1.  | Hypo Niederösterreich - Orsan Elda Prestigio | 33-22 |
| 17.1.  | Buducnost T-Mobile - FCK Håndbold            | 25-22 |

| Hold                  | Kampe | Mål     | Point |
| --------------------- | ----- | ------- | ----- |
| Hypo Niederösterreich | 6     | 179-146 | 10    |
| Buducnost T-Mobile    | 6     | 154-149 | 9     |
| FCK Håndbold          | 6     | 143-140 | 5     |
| Orsan Elda Prestigio  | 6     | 131-172 | 0     |

#### Gruppe C
| Dato   | Kamp                                           | Res.  |
| ------ | ---------------------------------------------- | ----- |
| 31.10. | HC Podravka Vegeta - HC Lada                   | 30-27 |
| 2.11.  | CS Oltchim Ramnicu Valcea - Larvik HK          | 33-29 |
| 7.11.  | HC Lada - CS Oltchim Ramnicu Valcea            | 34-33 |
| 9.11.  | Larvik HK - HC Podravka Vegeta                 | 27-26 |
| 15.11. | HC Podravka Vegeta - CS Oltchim Ramnicu Valcea | 20-30 |
| 16.11. | Larvik HK - HC Lada                            | 35-24 |
| 3.1.   | HC Podravka Vegeta - Larvik HK                 | 32-27 |
| 4.1.   | CS Oltchim Ramnicu Valcea - HC Lada            | 30-19 |
| 10.1.  | HC Lada - HC Podravka Vegeta                   | 28-34 |
| 11.1.  | Larvik HK - CS Oltchim Ramnicu Valcea          | 25-27 |
| 18.1.  | HC Lada - Larvik HK                            | 27-36 |
| 18.1.  | CS Oltchim Ramnicu Valcea - HC Podravka Vegeta | 24-28 |

| Hold                      | Kampe | Mål     | Point |
| ------------------------- | ----- | ------- | ----- |
| CS Oltchim Ramnicu Valcea | 6     | 177-155 | 8     |
| HC Podravka Vegeta        | 6     | 170-163 | 8     |
| Larvik HK                 | 6     | 179-169 | 6     |
| HC Lada                   | 6     | 159-198 | 2     |

#### Gruppe D
| Dato   | Kamp                                       | Res.  |
| ------ | ------------------------------------------ | ----- |
| 1.11.  | Metz Handball - Viborg HK                  | 24-37 |
| 2.11.  | 1. FC Nürnberg Handball - RK Krim Mercator | 25-29 |
| 8.11.  | Viborg HK - 1. FC Nürnberg Handball        | 39-30 |
| 9.11.  | RK Krim Mercator - Metz Handball           | 26-31 |
| 15.11. | Metz Handball - 1. FC Nürnberg Handball    | 32-24 |
| 15.11. | RK Krim Mercator - Viborg HK               | 38-34 |
| 3.1.   | 1. FC Nürnberg Handball - Viborg HK        | 28-42 |
| 3.1.   | Metz Handball - RK Krim Mercator           | 29-33 |
| 10.1.  | Viborg HK - Metz Handball                  | 35-27 |
| 10.1.  | RK Krim Mercator - 1. FC Nürnberg Handball | 33-25 |
| 16.1.  | 1. FC Nürnberg Handball - Metz Handball    | 33-30 |
| 17.1.  | Viborg HK - RK Krim Mercator               | 38-28 |

| Hold                    | Kampe | Mål     | Point |
| ----------------------- | ----- | ------- | ----- |
| Viborg HK               | 6     | 225-175 | 10    |
| RK Krim Mercator        | 6     | 187-182 | 8     |
| Metz Handball           | 6     | 173-188 | 4     |
| 1. FC Nürnberg Handball | 6     | 165-205 | 2     |

### Andet gruppespil

#### Gruppe 1
| Dato  | Kamp                                       | Res.  |
| ----- | ------------------------------------------ | ----- |
| 7.2.  | HC Podravka Vegeta - Hypo Niederösterreich | 30-31 |
| 7.2.  | Ikast-Brande EH - Viborg HK                | 24-38 |
| 13.2. | Hypo Niederösterreich - Ikast-Brande EH    | 32-24 |
| 14.2. | Viborg HK - HC Podravka Vegeta             | 32-26 |
| 20.2. | Hypo Niederösterreich - Viborg HK          | 30-28 |
| 21.2. | Ikast-Brande EH - HC Podravka Vegeta       | 28-31 |
| 28.2. | Ikast-Brande EH - Hypo Niederösterreich    | 23-33 |
| 28.2. | HC Podravka Vegeta - Viborg HK             | 26-31 |
| 14.3. | Viborg HK - Ikast-Brande EH                | 34-29 |
| 14.3. | Hypo Niederösterreich - HC Podravka Vegeta | 38-28 |
| 21.3. | HC Podravka Vegeta - Ikast-Brande EH       | 36-26 |
| 21.3. | Viborg HK - Hypo Niederösterreich          | 33-31 |

| Hold                  | Kampe | Mål     | Point |
| --------------------- | ----- | ------- | ----- |
| Viborg HK             | 6     | 196-166 | 10    |
| Hypo Niederösterreich | 6     | 195-166 | 10    |
| HC Podravka Vegeta    | 6     | 177-186 | 4     |
| Ikast-Brande EH       | 6     | 154-204 | 0     |

#### Gruppe 2
| Dato  | Kamp                                           | Res.  |
| ----- | ---------------------------------------------- | ----- |
| 7.2.  | RK Krim Mercator - Győri AUDI ETO KC           | 31-35 |
| 8.2.  | Buducnost T-Mobile - CS Oltchim Ramnicu Valcea | 23-22 |
| 15.2. | Győri AUDI ETO KC - Buducnost T-Mobile         | 31-27 |
| 15.2. | CS Oltchim Ramnicu Valcea - RK Krim Mercator   | 36-30 |
| 21.2. | CS Oltchim Ramnicu Valcea - Győri AUDI ETO KC  | 28-26 |
| 22.2. | RK Krim Mercator - Buducnost T-Mobile          | 35-28 |
| 28.2. | RK Krim Mercator - CS Oltchim Ramnicu Valcea   | 35-34 |
| 28.2. | Buducnost T-Mobile - Győri AUDI ETO KC         | 26-26 |
| 15.3. | Győri AUDI ETO KC - RK Krim Mercator           | 34-33 |
| 15.3. | CS Oltchim Ramnicu Valcea - Buducnost T-Mobile | 31-22 |
| 21.3. | Győri AUDI ETO KC - CS Oltchim Ramnicu Valcea  | 30-28 |
| 22.3. | Buducnost T-Mobile - RK Krim Mercator          | 37-32 |

| Hold                      | Kampe | Mål     | Point |
| ------------------------- | ----- | ------- | ----- |
| Győri AUDI ETO KC         | 6     | 182-173 | 9     |
| CS Oltchim Ramnicu Valcea | 6     | 179-166 | 6     |
| Buducnost T-Mobile        | 6     | 163-177 | 5     |
| RK Krim Mercator          | 6     | 196-204 | 4     |

### Semifinaler
| Dato    | Dato    | Hjemmehold i 1. kamp      | Hjemmehold i 2. kamp | Resultat | Resultat | Resultat |
| 1. kamp | 2. kamp | Hjemmehold i 1. kamp      | Hjemmehold i 2. kamp | 1. kamp  | 2. kamp  | Samlet   |
| ------- | ------- | ------------------------- | -------------------- | -------- | -------- | -------- |
| 12.04   | 18.04   | CS Oltchim Ramnicu Valcea | Viborg HK            | 28-34    | 21-21    | 49–55    |
| 12.04   | 19.04   | Hypo Niederösterreich     | Győri AUDI ETO KC    | 26-25    | 21-29    | 47–54    |

### Finale
| Dato    | Dato    | Hjemmehold i 1. kamp | Hjemmehold i 2. kamp | Resultat | Resultat | Resultat |
| 1. kamp | 2. kamp | Hjemmehold i 1. kamp | Hjemmehold i 2. kamp | 1. kamp  | 2. kamp  | Samlet   |
| ------- | ------- | -------------------- | -------------------- | -------- | -------- | -------- |
| 09.05   | 16.05   | Viborg HK            | Győri AUDI ETO KC    | 24-26    | 26-23    | 50–49    |